# توم دي مول
توم دي مول (بالفرنسية: Tom De Mul)‏ (مواليد 4 مارس 1986 في كابيلين - بلجيكا) لاعب كرة قدم بلجيكي يلعب حاليا لصالح نادي الدرجة الأولى إشبيلية الإسباني منذ 2007 في مركز الجناح الأيمن .

## مسيرته الكروية
لعب توم دي مول خلال مسيرته الاحترافية مع 6 أندية في عشرة مواسم وسجل خلالها 12 هدفًا ضمن 84 مباراة. حيث فاز في ثلاثة مواسم بالكأس وفي موسم واحد بالدوري.
خاض توم دي مول مسيرته مع نادي أياكس أمستردام في موسم 2003–04 في المرة الأولى ولمدة موسمين ثم في موسم 2006–07 لمدة موسم واحد، مشاركًا طوالها في 36 مباراة سجل خلالها 5 أهداف. ثم انتقل إلى نادي فيتيسه آرنهم في موسم 2005–06 لمدة موسم واحد، حيث شارك في 27 مباراة سجل خلالها هدفين. لينتقل بعدها إلى نادي إشبيلية في موسم 2007–08 ولمدة موسمين، مشاركًا في 9 مباريات سجل خلالها هدفًا واحدًا. ثم انتقل إلى نادي جينك في موسم 2008–09 لمدة موسم واحد، مشاركًا في 12 مباراة سجل خلالها 4 أهداف. هذا وانتقل لاحقًا إلى نادي إشبيلية أتلتيكو في موسم 2009–10 في المرة الأولى لمدة موسم واحد ثم في موسم 2011–12 لمدة موسم واحد، لم يشارك في أي مباراة ولم يسجل أي هدف. ثم انتقل بعدها إلى نادي ستاندارد لييج في موسم 2010–11 لمدة موسم واحد، لم يشارك في أي مباراة ولم يسجل أي هدف أيضًا.

## روابط خارجية
- توم دي مول على موقع الاتحاد الدولي (مؤرشف)  (الإنجليزية)
- توم دي مول على موقع الاتحاد البلجيكي (الإنجليزية)
- توم دي مول على موقع قاعدة بيانات كرة القدم.إي يو (الإنجليزية)
- توم دي مول على موقع ناشيونال فوتبول تيمز (الإنجليزية)
- توم دي مول على موقع Soccerway.com (الإنجليزية)
- توم دي مول على موقع عالم كرة القدم.نت (الإنجليزية)
- توم دي مول على موقع كووورة
- توم دي مول على موقع أوليمبيديا (الإنجليزية)